# Sense
Huyện Sense (tiếng Pháp: District du Sense, tiếng Đức: Bezirk Sense) là một huyện hành chính của Thụy Sĩ. Huyện này thuộc bang Fribourg (bang). Huyện Sense có diện tích 265 km², dân số theo thống kê của cục thống kê Thụy Sĩ năm 1999 là 28273 người. Trung tâm của huyện đóng ở Tafers. Mã của huyện là 1006.